# BlueBox Bochum

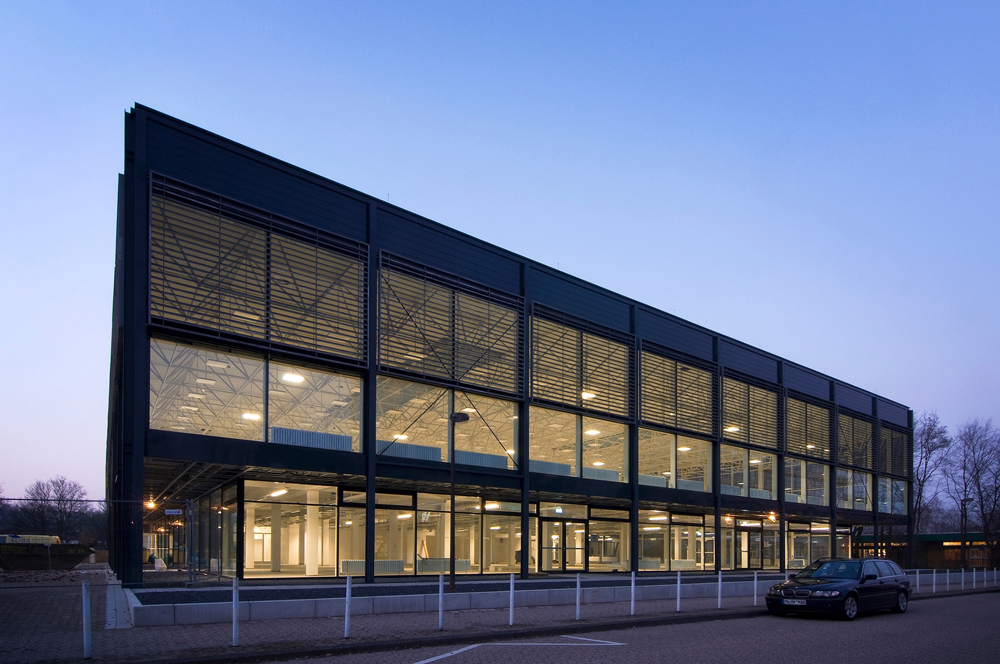
Außenansicht der BlueBox Bochum (2011)

Die BlueBox Bochum, auch bekannt als Alte Mensa, gehört zum Campus der Hochschule Bochum und bietet den Architekturstudenten seit der Wiedereröffnung im Mai 2011 auf 3.500 Quadratmetern Platz für 350 Arbeitsplätze und Veranstaltungen mit bis zu 800 Personen. Der Name BlueBox stammt von den blauen Fassadenpaneelen der ehemaligen Speicherbibliothek.

## Geschichte

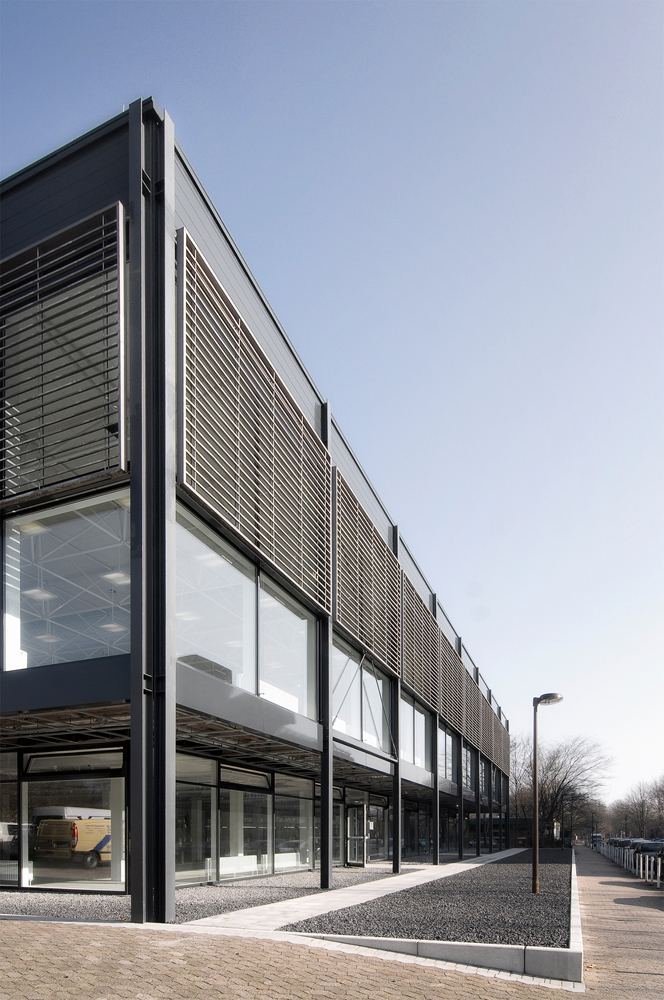
Fassade zur Lennershofstraße (2011)

### Entstehung und Nutzung des Gebäudes 1963–1970
Die BlueBox entstand 1963–1965 als temporäre Mensa der Ruhr-Universität Bochum. Sie wurde vom Architekten Bruno Lambart nach dem Vorbild der Crown Hall in Chicago von Ludwig Mies van der Rohe entworfen. Das Gebäude sollte in kürzester Zeit errichtet werden, um die Studenten schnellstmöglich mit Mahlzeiten versorgen zu können. Zudem sollte das Gebäude bei Bedarf ab- und an anderer Stelle wieder aufgebaut werden können. Sechs Jahre wurde das Gebäude als Übergangs-Mensa der Ruhr-Universität Bochum genutzt. Viertausend bis sechstausend Mahlzeiten wurden hier täglich für die Studierenden und für das Lehrpersonal zubereitet.

### Zwischennutzung 1971–2000
1971 wurde die Mensa stillgelegt und die Bibliothek der Bochumer Universität bezog für zwei Jahre das Haus, da sich das Bibliotheksgebäude noch im Bau befand. Drei Jahre später zog die Universitätsbibliothek in ihr neues Gebäude und die ehemalige Mensa stand fast zehn Jahre leer. In diesem Zeitraum sollen eine Discothek und eine Kfz-Werkstatt in dem Haus gewesen sein. Um 1985 kam dem Gebäude eine neue Nutzung zu. Das Kölner Hochschulbibliothekszentrum brachte in der ehemaligen Übergangs-Mensa ein Speichermagazin von 250.000 bis 300.000 Büchern, Zeitschriften und Zeitungen unter.

### Architekturzentrum der Hochschule Bochum ab 2001
Im Jahr 1993 kündigte sich mit der Berufung von Wolfgang Krenz als Professor eine erneute Nutzungsänderung an. Er erkannte das Potenzial des verwaisten Bauwerks für die Lehre im Fachbereich Architektur an der Hochschule Bochum. Krenz und seine Professorenkollegen hatten die Vision eines Lernzentrums für Architekturstudenten. Im Zuge mehrerer erfolgreicher Wettbewerbsteilnahmen mit Diplomarbeiten der Hochschule Bochum lernte Krenz den Textilunternehmer Klaus Steilmann kennen und fand in ihm einen wichtigen Förderer seiner Idee. Steilmanns Unternehmen war von 1958 bis 1990 mit der Produktion preiswerter Mode zum größten Textilunternehmen Europas gewachsen. Er verfügte über zahlreiche Kontakte in Wirtschaft und Politik und bot Krenz seine Hilfe an. 1999 wurde er für sein ehrenamtliches Engagement, insbesondere für die BlueBox Bochum, zum Ehrensenator der Hochschule Bochum ernannt. Nach langen Verhandlungen räumte das Kölner Hochschulbibliothekszentrum Ende 2000 das Gebäude. 36 Jahre nach der Eröffnung konnte die Hochschule Bochum die ehemalige Mensa für die Lehre übernehmen. Nach kleinen Renovierungsarbeiten und der Überholung der Brandschutzvorkehrungen bezog der Fachbereich Architektur im Jahr 2001 das Gebäude. Das Obergeschoss wurde zum Atelier für die Architekturstudenten. Im Erdgeschoss fanden Ausstellungen, internationale Workshops und Architekturkonferenzen statt, wie zum Beispiel das AMM Symposium, Deutschlands wichtigste Konferenz für Architekturkommunikation. Das erfolgreiche Konzept fand große Anerkennung in Fachwelt und Öffentlichkeit. Die BlueBox wurde zum Aushängeschild für die Architekturausbildung in Bochum.

### Aktuelle Entwicklung
Im Jahr 2009 schließlich wurde grünes Licht gegeben, den ursprünglich temporären Bau zu einer dauerhaften Institution zu machen. Nach fast zweijähriger Komplettsanierung und Anpassung an die neuen Nutzungsbedürfnisse durch den Architekten Wolfgang Krenz bezog der Fachbereich Architektur der Hochschule Bochum die BlueBox im Frühjahr 2011.

## Lernkonzept

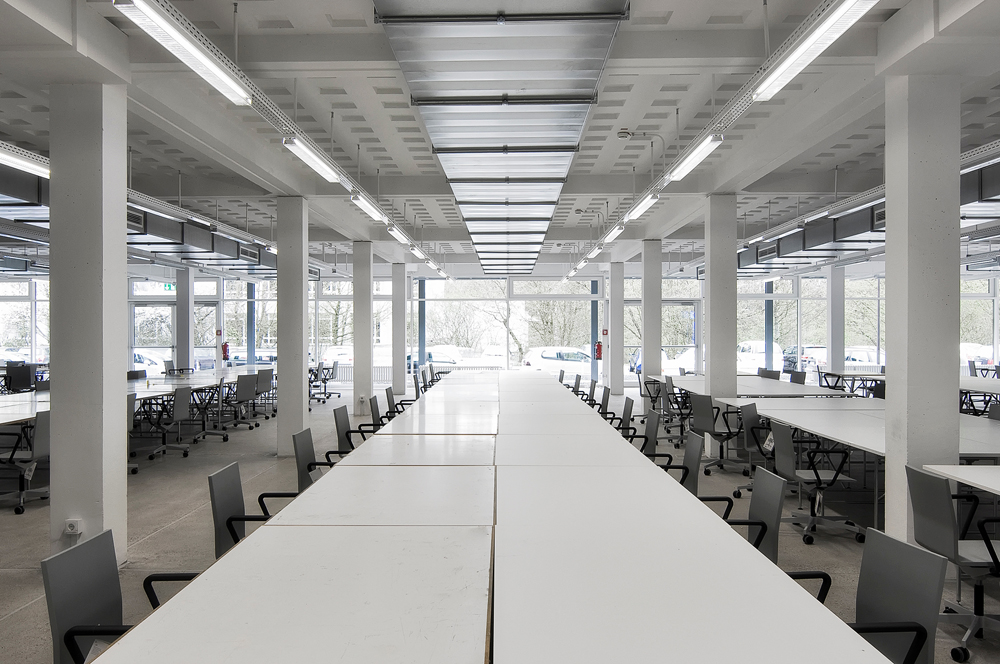
Erdgeschoss mit studentischen Arbeitsplätzen (2011)

Die Arbeitssituation in der BlueBox soll sich für die Studierenden eng an der eines großen Architekturbüros orientieren. Zusätzlich bieten moderne Computer, Drucker und Plotter alle Voraussetzungen für ein Studium auf hohem Niveau. Praxisorientiertes Lernen, eine international ausgerichtete Lehre und die Existenzgründung stellen die drei Säulen des Programms in der BlueBox Bochum dar. Mit seinen 3.500 Quadratmetern bietet das Gebäude den Studenten des Fachbereichs Architektur die räumlichen Voraussetzungen, um von Studienbeginn an die semesterübergreifende Teamarbeit zu fördern. Kooperationsprojekte aus Wirtschaft, Wissenschaft und Politik sollen über den Kontext der Hochschule hinaus in Form von Ausstellungen, Vorträgen, Events und Workshops möglich gemacht werden. Die BlueBox Bochum öffnet sich auf nationaler und internationaler Ebene auch Studierenden anderer Hochschulen mit dem Ziel „Treffpunkt und Atelier für internationale ArchitekturstudentInnen“ zu sein.

## Architekturkonzept

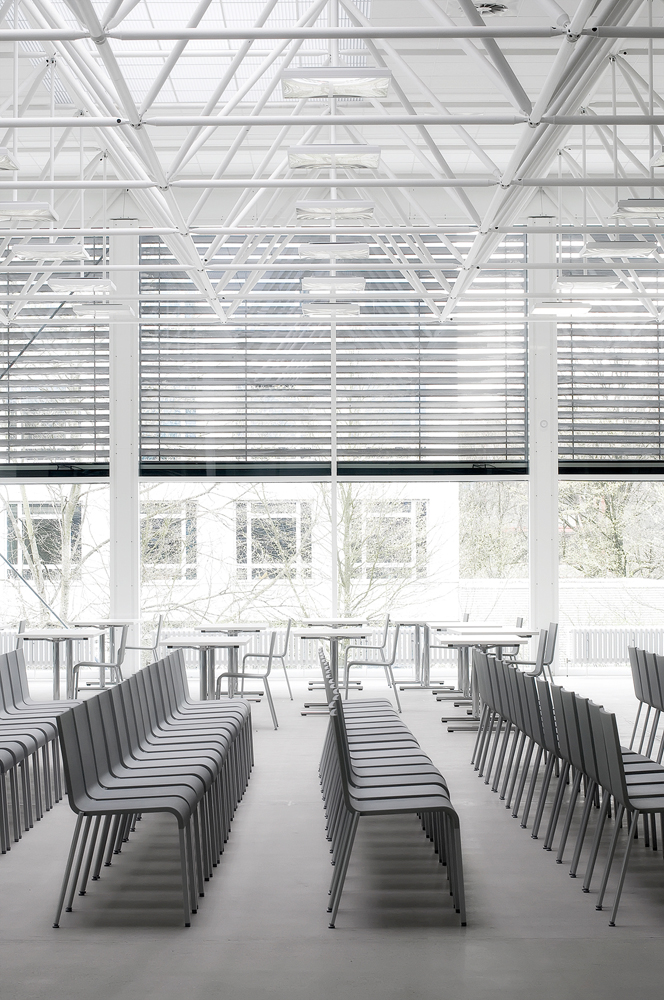
Obergeschoss: Klaus-Steilmann-Auditorium 2011

1963 begann der Ratinger Architekt Bruno Lambart mit dem Bau des als provisorische Mensa für die Ruhr-Universität Bochum geplanten Gebäudes. Anlässlich der Einweihung der Ruhr-Universität im Juni 1965 wurde Lambarts Mensa in vielen Fachzeitschriften veröffentlicht. Dem Architekten gelang mit seiner Fertigteilbauweise und einem Stahlrohr-Baukastensystem ein fast stützenfreies Gebäude mit besonderer Atmosphäre. Das Haus strahlte mit seinen großen Fenstern und seiner Leichtigkeit die Aufbruchstimmung der Nachkriegsmoderne aus: Modernität, Transparenz, Großzügigkeit und doch Angemessenheit. In Bauweise und Raumwirkung ist es der berühmten Crown Hall des College of Architecture, Planning and Design am Illinois Institute of Technology (IIT) in Chicago von Ludwig Mies van der Rohe verwandt.
Die Komplettsanierung des Bauwerks übernahm 2008 der Architekturprofessor Wolfgang Krenz mit seinem Büro Archwerk Generalplaner KG. Bereits in den neunziger Jahren war der ehemalige Eiermann-Schüler von der Architektur des Hauses begeistert und beschreibt das Gebäude als eine „Architektur-Ikone“. Vor drei Jahren begann die Planung zur Sanierung. Daran beteiligt waren neben dem Architekten auch der Bauphysiker Reiner Pohlenz. Neben der energetischen Sanierung der Gebäudehülle war der Brandschutz eines der zentralen Themen der Kernsanierung. Die Treppenhäuser mussten eingehaust werden und auf dem Dach wurden neue RWA-Anlagen installiert. Der Tragwerksplaner Karsten Tichelmann wurde mit der Revitalisierung des Mero-Tragwerks der BlueBox beauftragt. Für das Ergebnis der Kernsanierung erhielt die BlueBox die Anerkennung guter Bauten 2010 des BDA Bochum.
Im oberen Geschoss der BlueBox befindet sich das Klaus-Steilmann-Auditorium, welches bei Vorträgen Platz für 800 Personen bietet. Die besondere Atmosphäre des Raumes entsteht durch das Licht, das von den Sonnenschutzlamellen gefiltert in den großen Raum dringt. Auch das filigrane, weiß gestrichene Mero-Tragwerk der Decke ist ein architektonischer Hingucker. Vorlesungen, Workshops, Ausstellungen und internationale Events können in dem Saal stattfinden.
Bei der Sanierung wurden alle blauen Paneele der ehemaligen Speicherbibliothek entfernt und die Fassade großflächig verglast. Die Stahlelemente sind, dem Original-Farbton entsprechend, wieder anthrazit. Wenn man das Haus betritt, gibt es einen bewusst inszenierten Kontrast, da der Innenraum komplett weiß gehalten ist. Dazu kommen die hellgrauen Stühle der Arbeitsplätze. Der moderne, sich zurücknehmende Raum lässt den Menschen im Mittelpunkt stehen. Die Studierenden werden zu den zentralen Darstellern.